# University of South Dakota
University of South Dakota (eller informellt USD eller U) är ett universitet som ligger i den lilla staden Vermillon, South Dakota. Universitetet grundades 1862, 37 år innan staten bildades i det dåvarande Dakota Territory. 
Campus är 116 hektar och ligger i den sydöstra delen av South Dakota, cirka 100 km sydväst om Sioux Falls, South Dakota, 63 km nordväst om Sioux City, Iowa och norr om Missourifloden.
University of South Dakota är hem för South Dakotas enda medicinska fakultet, juridisk fakultet och ackrediterade Business School. Det är också hem för National Music Museum, med över 15 000 amerikanska, europeiska och icke-västerländska instrument.
En känd alumnistudent är Ernest Lawrence som fick 1939 års Nobelpris i fysik.